# 北条氏次
北条 氏次（ほうじょう うじつぐ）は、後北条氏第5代当主・北条氏直の嫡男とされる人物。ただしその実在は極めて疑わしい。

## 概要
北条氏次という名の初出は、安政4年（1857年）に成立した吉田友好『仙台金石志』の補巻である「仙台金石志補遺」に採録された、仙台榴ヶ岡の松山寺（現在は廃寺）に立つ、戒名を天真院殿秀山俊公居士とする人物の墓碑である。その銘文を信用するならば、享保6年（1721年）に五十回忌の追善として「氏家三九郎氏久」という者によって建立されたもので、生国は相州小田原、父は北条氏直、母は徳川家康の娘（正室・督姫）で、名は北条善右衛門尉氏次。入道して安清と号し、寛文12年（1672年）閏6月4日に88歳で死去したという。
昭和26年（1951年）に刊行された昭和『仙台市史』第5巻所収の菊地武一「仙台の金石文」もこの碑について言及している。この時点で墓碑は金勝寺に移されており、建立者の名が「鈴木三五郎氏久」に変更されているほか、碑に台石が付けられており、その台石には延享元年（1744年）に真壁屋市兵衛（仙台藩の味噌御用商人）が、父とゆかりのある氏次の墓碑が荊棘の間に横たわっていたので台石を設けて碑を安置したという旨が記されていたという。
また同書においては、氏次の子孫と自称していた幕末の仙台藩士・桑島政貫についても述べている。政貫は桑島家の家祖・氏時は北条氏次の子であると称し、明治23年（1890年）には箱根の早雲寺に氏次の墓を建立している。

## 北条氏貞（大沼逸角）
仙台地方には上記の氏次の他にも、氏直の子が落ち延びて来たとする伝承が存在する。
宮城県柴田郡柴田町槻木の東禅寺に、慶安4年（1651年）2月18日に63歳で死去した大沼逸角という人物の墓があるが、伝承によれば逸角の本名は北条氏貞といい、北条氏直の子息であったが、小田原落城後に諸国を流浪したのちに槻木にたどり着き、名を大沼逸角と改めて農商を生業としたという。